# Храм-часовня иконы Божией Матери «Троеручица» в Орехове-Борисове
Патриаршее подворье при храме иконы Божией Матери «Троеручица» в Орехове-Борисове — православный строящийся храмовый комплекс в Москве. На территории расположен домовой храм, освященный в честь иконы Божией Матери "Иерусалимская".  Настоятель подворья — протоиерей Александр Добродеев.

## История
В 2000 году группа местных жителей выступила с инициативой строительства церкви. Ими была создана православная община. В 2002 году начались работы по возведению деревянного храма иконы Божией Матери «Троеручица». В 2004 году состоялось освящение храма, позднее на храме был установлен главный купол с крестом. В 2005 году в храме был устроен приставной придел Иоанна Дамаскина.
В апреле 2018 года указом Святейшего Патриарха Московского и всея Руси Кирилла настоятельницей Патриаршего подворья при храме иконы  Божией Матери «Троеручица» г. Москвы назначается игумения Митрофания (Миколко) .
В июне 2020 года указом Святейшего Патриарха Московского и всея Руси Кирилла настоятелем  Патриаршего подворья при храме иконы  Божией Матери «Троеручица» г. Москвы назначается епископ Бронницкий Фома, викарий патриарха Московского и всея Руси, управляющий Южным и Северо-западным викариатствами города Москвы, наместник Донского монастыря . 
В этом же году на территории храмового комплекса был освящен временный домовой храм в честь иконы Божией Матери "Иерусалимская" .
В ноябре 2023 года настоятелем назначен протоиерей Александр Добродеев .
В августе 2024 года на территории комплекса начато строительство большого каменного собора .

## Интерьер
В храме находится деревянный резной иконостас, изготовленный в греческом городе Салоники. Святыни храма — икона Божией Матери «Троеручица», икона преподобного Иоанна Дамаскина, икона великомученика Пантелеимона и ковчег с частицами его мощей.

## Духовенство
- Настоятель — протоиерей Александр Добродеев.
- Иерей Иоанн Суходолов.
- Диакон Святослав Скурдэ.

## Святыни
- Икона Людмилы Чешской с частицей мощей
- Икона блаженной Матроны Московской с частицей её мощей
- Ковчег с 60 частицами мощей святых угодников Киево-Печерской лавры
- Ковчег с частицей мощей святого великомученика и целителя Пантелеимона